# Хусид, Федерико
Федерико Хусид (исп. Federico Jisid; 23 апреля 1973, Буэнос-Айрес) — аргентинский композитор.

## Биография
Родился 23 апреля 1973 года в Аргентине (Буэнос-Айрес) в семье известного аргентинского режиссера Хуана Хосе Хусида и актрисы Луисины Брандо.
Начал учиться игре на фортепиано и композиции в возрасте семи лет. Окончил консерваторию в Буэнос-Айресе. Имеет степень магистра музыки Манхэттенской музыкальной школы в Нью-Йорке, диплом Британской интернациональной школы в Бостоне, учился в Брюсселе. Дебютировал в кино музыкой к фильму "Подозрительная смерть" (1994). Написал музыку к 40 художественным фильмам и 30 телесериалам, кроме этого Федерико пишет музыку для рекламы и преподает.
Среди его работ, такие фильмы как "Побег" (2001), "Страстно влюбленные" (2002), "Скажи "да" (2004), "Охранник" (2006), "Воры" (2007), "Тайна в его глазах" (2009), "Мои дни с Глорией" (2010), "Бункер" (2011) и другие.
Живет в Испании (Мадрид) и США (Лос-Анджелес).